# Parafia św. Stanisława Kostki w Krakowie
Parafia św. Stanisława Kostki w Krakowie – parafia rzymskokatolicka należąca do dekanatu Kraków-Salwator archidiecezji krakowskiej na Dębnikach przy ulicy Konfederackiej.

## Historia parafii
Parafia została utworzona w 1930. W latach 1938–1941 proboszczem był Sługa Boży ks. Jan Świerc. Kościół parafialny pw. św. Stanisława Kostki został zbudowany w latach 1932–1938 według projektu architekta Wacława Krzyżanowskiego.

## Terytorium parafii
Ulice: Bałuckiego, Barska 1-69, Biała Droga, Boczna, Buhłaka, Ceglarska, Czarodziejska, Czechosłowacka, Dębnicka, Dębowa, Dworska, św. Jacka, Jaworowa, Kapelanka, Kilińskiego, Konfederacka, Konopnickiej, Madalińskiego, Mieszczańska, Monte Cassino, Na Ustroniu, Nowaczyńskiego, Obrońców Poczty Gdańskiej, Pietrusińskiego, Powroźnicza, Praska, Pułaskiego, Rolna, Rozdroże 1-21, Różana, Rynek Dębnicki, Salezjańska, Sandomierska, Skwerowa, Słomiana 2-24, Szwedzka, Twardowskiego, Tyniecka 1-39, Wasilewskiego, Wygrana, Zagonów, Zamkowa, Zduńska, Zielna, Zielińskiego.